# Ferocactus reppenhagenii
La ‘biznaga bariil de Coalcomán’ (Ferocactus reppenhagenii) es una planta que pertenece a la familia de las cactáceas (Cactaceae) del orden Caryophyllales. Algunos autores la consideran como una subespecie de Ferocactus alamosanus. La palabra Ferocactus viene del latín ‘Ferus’ salvaje y ‘cactus’ cactácea, es decir, cactáceas con espinas gruesas. La palabra latina ‘reppenhagenii’ es por Werner Reppenhagen (1911-1996) horticultor y especialista en el género Mammillaria.

## Descripción
Es descrita como una planta simple, con tallos globosos a cilíndricos de 30 hasta 80 cm de alto y hasta 40 cm de diámetro, verdes; presenta 12 a 18 costillas, rectas, con aristas redondeadas. Las areolas cuando jóvenes son ovales a elípticas, con la edad confluentes; espinas glandulares ocultas cuando jóvenes, con la edad visibles, amarillas hasta rojas; tienen 6 a 11 espinas radiales, subuladas, de color amarillo claro hasta amarillo pajizo, tornándose grisáceas con la edad; espina central 1, incurvada, subulada, amarilla, a veces con la base rojiza. Flores infundibuliformes, de 2 a 3 cm de largo y diámetro, de color amarillo hasta anaranjadas, con brácteas ovadas, con el margen ciliado. Frutos casi globosos, cubierto con pocas brácteas, dehiscencia basal, cuando jóvenes suculentos con la edad secos, de color amarillo. Semillas circulares, testa foveolada, de color pardo rojizas.

## Distribución
Es endémica del norte de México. Se localiza en el estado de Baja California Sur, al sur del paralelo 26 hacia la zona de Los Cabos y en las Islas de San José, Magdalena, Margarita, entre otras; en México.

## Hábitat
Se desarrolla de los 100 a los 450 m s. n. m., en laderas rocosas y en planicies costeras donde predomina el matorral xerófilo.

## Estado de conservación
La especie se propone como Amenazada (A) en el Proyecto de Modificación de la Norma Oficial Mexicana 059-2015. En la lista roja de la UICN se considera a la especie sinónimo Ferocactus alamosanus como Casi Amenazada (NT). En CITES se valora en el Apéndice II.